# Siesta (another sunnydayのアルバム)
『siesta』（シエスタ）は、日本のバンドanother sunnydayのデビューアルバムである。2011年4月13日発売。発売元はghost records。

## 収録曲
1. Sunnyday
作詞：伊藤文暁/作曲：/編曲：
2. Spinning
作詞：伊藤文暁/作曲：/編曲：
3. cut and knot
作詞：伊藤文暁/作曲：/編曲：
4. .blanket
作詞：伊藤文暁/作曲：/編曲：
5. Human Lighting
作詞：伊藤文暁/作曲：/編曲：
6. Feather
作詞：伊藤文暁/作曲：編曲：

| スタブアイコン | サブスタブ | この項目は、まだ閲覧者の調べものの参照としては役立たない、アルバムに関連した書きかけの項目です。この項目を加筆・訂正などしてくださる協力者を求めています（P:音楽/PJ:アルバム）。 |